# ルパン三世 トワイライト☆ジェミニの秘密
- ルパン三世 > ルパン三世 トワイライト☆ジェミニの秘密
- トムス・エンタテインメントの作品一覧 > ルパン三世 トワイライト☆ジェミニの秘密
- 金曜ロードショー > ルパン三世 トワイライト☆ジェミニの秘密

『ルパン三世 トワイライトジェミニの秘密』（ルパンさんせい トワイライトジェミニのひみつ）は、モンキー・パンチ原作のアニメ『ルパン三世』のTVスペシャルシリーズ第8作。1996年8月2日に日本テレビ系の『金曜ロードショー』で放送された。視聴率は16.8%。

## 概要
時価数千億フランともいわれるゲルト族（架空の部族）の財宝の鍵を握るダイヤモンド、「トワイライト」をめぐってゲルト族にルパンファミリーが加わり、ICPOの新任本部長であるジャン・ピエール率いるイゴ族と争奪戦を演じる。
本作のコンセプトは「ルパン三世としてデフォルトとなっている魅力、武器を全て外してみる」であり、これまでの作品とは一味違った作品であるのが特徴となっている。
また、栗田貫一による「栗田ルパンの完成」もコンセプトの一つとされ、本編中で変装したルパンが鳳啓助、『古畑任三郎』での田村正和、志村けんのモノマネをするシーンがある。
本作の監督である杉井ギサブローは1969年製作の『ルパン三世 パイロットフィルム』の原画担当以来、27年ぶりの参加となった。一方で、長年劇伴を担当してきた大野雄二は同年4月から公開された劇場映画第6作『ルパン三世 DEAD OR ALIVE』同様、一時的に降板。代わって根岸貴幸が本作も担当することになった。よって、これまでの7作に渡ってテレビスペシャルで使用された「ルパン三世のテーマ'89（THEME FROM LUPIN III '89）」は使用されなくなり、本作のみ「ルパン三世のテーマ（'96 TVヴァージョン）」 に変更された。テレビスペシャルの中で大野が劇伴を担当していない作品は、現在本作のみである。このため、本作の主題歌・挿入歌についても大野は制作に関与していない。
本作のストーリーについて、脚本を担当した三井秀樹によると、最初に制作元である日本テレビのプロデューサーから「クラリスを超えるヒロインを」との注文があったという。脚本作りの際、クラリスが登場する『ルパン三世 カリオストロの城』が『アルセーヌ・ルパン』シリーズから意匠を取り込んでいたことからシリーズを読んだところ、アルセーヌ・ルパンがモロッコに外人部隊として滞在するという話があり、そこから「その時、ロマンスの一つもあっただろう」と考え脚本を執筆したため、当初は「アルセーヌ・ルパンの遺言を元に、ルパン（三世）がモロッコへ"もう一人の三世"を探しに旅に行く。実はララはアルセーヌ・ルパンの孫であり、もう一人の"ルパン三世"であった」というストーリーになる予定だった。だが、決定稿が出た後に版権問題からアルセーヌ・ルパンは出せなくなった事に加えて日本テレビ側が「ルパン一世はアルセーヌ・ルパンではない」という考えを示した為、この設定は削除され現在のストーリーに変更になったという。
ルパンの衣装は、他の作品では見られない青いシャツにノーネクタイ、白い上下のジャケット・パンツとなっている。また、本作から次元の帽子の帯の色がジャケット・背広より薄いものとなり、この設定は2000年放送のTVスペシャル『ルパン三世 1$マネーウォーズ』まで続いた。
本作に登場する女性キャラクター（不二子、ララ）は胸を完全に露出する場面が多々あり、歴代のテレビスペシャルでは最も過激なお色気シーンが用意されている。
前作までのエンディングは静止画をバックに曲を流すものだったが、本作はエンディング中に本編が挿入され、さらに初めてエンディング後のエピローグシーンが存在しており、以降のTVスペシャルでも同様の演出を行う作品が登場することとなった。なお、エンディング映像ではララが踊っている。
本作から1998年放送のTVスペシャル『ルパン三世 炎の記憶〜TOKYO CRISIS〜』まで、製作クレジットが「キョクイチ東京ムービー」となっている。
また、本作を放送した『金曜ロードショー』では、翌1997年3月をもって解説者の水野晴郎が降板しているため、水野が解説を行った最後のルパン三世作品となった。

## あらすじ
ルパンは、ヨーロッパ暗黒街の大物で駆け出し時代には世話になり、今も「ベイビィ」としか呼んでくれない老首領ドルーネから1つの大きなピンク・ダイヤ「トワイライト」を手渡される。ドルーネ曰く、ダイヤはモロッコのある民族の隠し財宝の鍵であるが、病床の身で死が近い自分ではもはや手に入れることはできないため、ルパンに託すという。一方、銭形は新たにICPO本部長となったジャン・ピエールから、直々にルパン逮捕に全力を傾けるよう発破をかけられる。列車でモロッコに向かっているルパンを、乗客が全員警官という奇策で捕まえようとする銭形であったが、そこにトワイライトを狙った忍者傭兵の貞千代率いる謎の特殊暗殺部隊が襲撃してくる。混乱の中でルパンは銭形・貞千代両名から逃げ出すことに成功し、モロッコへと到着する。
モロッコではかつてのイギリス占領政策を背景に街の実権を握るイゴ族と、半世紀以上前に奪われた自治の復活を求めるゲルト族が対立していた。地道に抵抗運動を続けるゲルト族の少女ララと仲間たちを、イゴ族の警察署長率いる警官隊が捕まえようとし、たまたま現場に居合わせたルパンはこれを妨害してララを助ける。その後、ルパンは不二子と再会し、彼女は今回のルパンの狙いを聞き出そうとするが、そこに再び貞千代が奇襲をかけルパンは逃亡する。次元と合流したルパンは、ゲルト族の老婆から若きドルーネが外人傭兵としてゲルト族と共に戦った英雄であること、その際にゲルト王族の血を引く踊り子ローレと恋に落ち子供を授かったこと、トワイライトは2つあり、ゲルト族の財宝を手に入れるには両方必要だが、もう1つは行方不明であること（おそらくローレの子孫が持っていること）などを教えられる。
ルパンを追ってモロッコにやってきた銭形であったが、警察署長は非協力的で、やる気のない老警官ブルトカリーを充てるだけであった。そこにジャンが直々にモロッコに乗り込み、署長を叱責し、銭形に力を貸すよう厳命する。実はジャンはイゴ族の英雄の末裔でモロッコ情勢にも詳しく、署長は低頭平身で従う。
再度、貞千代に襲撃される中、ルパンはララと彼女に助けられる形で再会する。彼女によればルパンを襲っているのは、ゲルト族長老の息子ガルが、ゲルト復興を目指して組織した過激派の結社であり、長老を含めた穏健派である自分たちは支持していないという。彼女ら穏健派の依頼で結社の大司教を名乗るガルを調べることになったルパンは、警察署で同じく長老に頼まれてガルを調べていた不二子と再会する。そこでフランスの大学在籍時のガルの写真を見つけたルパンは、そこに助教授としてジャンも写っていることに気づく。
ルパンを執拗に付け狙う貞千代は今度はララを人質にしてルパンを追い詰めるが、そこに同門の恥さらしとして貞千代を狙う五ェ門が現れ、ルパンは窮地を脱する。ララはゲルトの遺跡に行くと言い、ルパンと共に街を脱出する。砂漠越えを行う2人であったが途中で流砂に巻き込まれてしまう。ゲルトの長老に助け出された2人であったが、この出来事を通して打ち解ける。さらにララこそがローレの血を引くゲルト王族の末裔であり（同時にドルーネの孫娘でもあり）、母から託されたもう1つのトワイライトを持っていた。長老は自身とドルーネが立てた計画など、すべての事実を明かした上で、2人やゲルト族の男たちと共に財宝が隠されている遺跡へと向かう。
遺跡についたルパンらであったが、そこに結社の戦闘員を率いる大司教や貞千代も現れる。ルパンは大司教の正体がガルではなくジャンだと見抜き、ジャンはこれを肯定して正体を現し、ガルを殺したことなどを明かす。次元・五ェ門・不二子のルパンファミリーのほか、実は隠れゲルトのブルトカリーの助力でやってきた銭形も合流し、結社との激しい戦闘が始まる。五ェ門との戦闘で貞千代が死に、ジャンはララを人質に取って優位に立とうとするが、息子の仇として長老に撃たれて死亡し、結社は壊滅する。
全てが終わり、2つのトワイライトを手にしたルパンたちは、遺跡の中で無事にゲルト族の隠し財宝を発見する。ゲルト族の再興を目指すララから私と共に歩んで欲しいと頼まれるルパンであったが、これを断り、その代わりとして彼女から片方のトワイライトを預けられる。後日、事の顛末と孫娘の無事をルパンから報告されたドルーネは、初めてルパンを名前で呼び、涙を流して礼を述べる。

## 登場人物

### メインキャラクター
ルパン三世
かの名高き怪盗アルセーヌ・ルパンの孫で、自らも世界的な大怪盗かつ変装の達人。
駆け出し時代の恩人ドルーネから渡されたダイヤ「トワイライト」を鍵に、ゲルト族のお宝を捜す。
次元大介
コンバットマグナムを使う射撃の名手でルパンの相棒。
ルパンと別行動をとり、情報収集などを行ってバックアップする。
石川五ェ門
古の大泥棒・石川五ェ門の十三代目。最強の刀「斬鉄剣」を使う居合い抜きの達人。
裏切って結社と組んだ貞千代を追ってモロッコへとやってくる。
峰不二子
ルパン一味の紅一点で、付かず離れずの存在。時にはルパン達を利用したり、裏切ったりすることも多い。
モロッコにてルパンと再会し、今回の狙いを探ろうとする。後に、ゲルト族の長老から息子ガルの調査を頼まれる。
銭形警部
ルパン一味を追うICPOの捜査官。ルパン専任捜査官であるため、ルパンに関係する事件なら世界中どこでも捜査権が認められている。
ICPO本部長へ新たに着任したジャン本部長の全面的なバックアップを受け、ルパン逮捕に全力を注ぐ。

### ゲストキャラクター
ララ
本作のゲストヒロイン。ゲルト族の少女。
ゲルト族再興を図る穏健派のメンバー。バンダナをつけた美少女。劇中前半において反イゴ族の宣伝活動中に警察に追われ、たまたま居合わせたルパンに助力される。その後、中盤において貞千代に追われていたルパンを助け、仲間の反対を宥めて彼を仲間に引き入れる。行動を共にする中で徐々にルパンに信頼と好意を寄せていく。
実はゲルト王家の末裔でドルーネとローレの孫にあたり、母から託されたもう1つのトワイライトをネックレスとして所持していた。しかし、長老とドルーネの意向により、自分の出自やネックレスの正体を知らなかった。
ドルーネ
ヨーロッパ・シンジケートのドン。
ヨーロッパ裏社会の大物で、寝たきりとなった現在でも「裏社会で起きた事件の半分は彼につながっている」と言われている老人。駆け出し時代の未熟なルパンを後見した彼の恩人にあたり、強く信頼されている。今もルパンのことを駆け出し時代の「ベイビィ」のあだ名で呼ぶが、その腕前は高く評価しており、詳しい情報は隠してトワイライトを託す。
若い時は外人傭兵としてモロッコにおり、砂漠で遭難していたところを踊り子のローレに助けられ、そのまま愛し合うようになった。異邦人ながらゲルト族のためにイゴ族との戦いの先頭に立ち、現在もゲルト族たちによって肖像画が掲げられるなど英雄として扱われる。ゲルト族が敗北した折に、ローレよりトワイライトを託され、将来のゲルト族復興を手助けすることを約束する。長老とは連絡を取り合ってモロッコ情勢を把握しており、ガルの一件で事態が急変したことからルパンにトワイライトを託した。また、孫娘ララのことなども知っていた。
ジャン・ピエール
ICPO本部長。本作の黒幕。
劇中冒頭で新たにICPO本部長に就任した中年男性。就任早々に銭形を呼び出すとルパン逮捕をICPOの悲願として発破をかける。さらに警察署長が銭形に非協力的だと知ると、直々にモロッコに向かい、彼を叱責してルパン逮捕に全力を注ぐよう厳命する。前歴はフランスの大学の助教授。さらにイゴ族の英雄の末裔で、同族の署長からも敬意を表され、モロッコ情勢にも詳しい。
実は結社の大司教の正体。大学時代、教え子となったガルからゲルト族の財宝の話を聞き、これを奪うために彼を殺して成り済ますと、表向きゲルト復興を目指す過激派の結社を結成した。ルパン逮捕に注力するよう命じていたのもこの目的のためであった。
ガル
ゲルト族長老の一人息子。結社の大司教。
留学先のフランスから突如帰国し、ゲルト復興のための集団「結社」を結成した青年。留学前は温厚な性格で、実父の長老を含めて過激派を率いるような人間ではなかったと嘆かれる。中盤では同族のゾラを自らの手で射殺するなど冷酷。
実は留学中に財宝を狙うジャンに殺されており、劇中に登場するガルは彼の変装であった。
貞千代（さだちよ）
傭兵兼殺し屋の日本人。結社の戦闘部隊の長。五ェ門の同門。
端整な顔立ちのオカマの青年。結社の戦闘部隊の長として、部隊を率いてルパンを執拗に狙う。五ェ門の同門で、後述のように戦闘能力は高く、「蠍（サソリ）の貞千代」の通り名を持つ。拷問が大好きなど、冷酷非道な性格。剣術の宗派を裏切ったとして五ェ門に追われている。
電磁鞭を武器に用い、自在に操る。終盤では腰に差した脇差を用い、剣術で五ェ門と対等に渡り合う。
名前の由来は、本作のブレーンストーミングで泊まり込み合宿をした浅草にある温泉旅館の名前から。
警察署長
モロッコ警察の署長。イゴ族出身。名前不明。
イゴ族かつ警察の長としてゲルト族排除に注力する中年男性。ICPOの命令書を携えてモロッコにやってきた銭形に捜査協力を求められても、これを邪険に扱い、役立たずとみていたブルトガリー巡査を担当に押し付ける。しかし、その後、ジャンが直々にやってくると、彼がイゴ族出身の有力者ということもあって、一転してルパン捜査に協力的となる。しかし、終盤でルパンが街から出たこと、ジャンがいなくなったことを知ると、すぐに態度を変えてルパンを追おうとしている銭形を適当にあしらう。
ブルトカリー巡査
モロッコ警察の巡査。
小柄で朗らかな老警官。署長の命令に対してやる気がない態度を見せるため、お荷物扱いされており、ルパンの捜査担当として銭形に押し付けられる。
実はカリという本名を持つ隠れゲルト族。本来の能力もかなり高いが、実力を隠している。終盤では銭形をゲルトの遺跡に連れて行き、結社とも交戦する。
長老
ゲルト族の長老。
ゲルト族の老指導者。ドルーネとローレの約束やララの素性、またトワイライトの秘密を知っており、今作における裏の背景を知る人物。息子ガルが怪しげな結社を作ってゲルト族の財宝を狙い始めたことに危機感を抱き、連絡を取り合っていたドルーネに助力を請う。このため、ルパンが派遣されたことになっていた。
直接登場するのは終盤だが、物語序盤においても不二子を裏の人間と見込んで、息子ガルの調査を頼む。
老婆
ゲルト族の老婆。
少女だった時分にローレの付き人だったという老婆。ローレがドルーネと出会った場所にも居合わせており、2人の関係や当時のことをよく知る。トワイライトが2つあることや、ドルーネに託されたいきさつなども知っていたが、直後にローレと生き別れたために、現在のローレの末裔が誰か（ララとは面識はある）や、もう片方のトワイライトの所有者などは知らなかった。ドルーネのことを知る人物として次元に発見され、この昔話をルパンに語る。ルパンから財宝を手に入れればそのままモロッコを去ると告げられても、トワイライトはどんな時でも自分達ゲルトを守ると返答する。
ゾラ
ゲルト族の男。
ゲルト族の穏健派に属するララの仲間である若い男。中盤においてルパンと出会い、ララと老婆が彼を仲間に引き入れようとしている中、彼の登場によって警察の捜査が厳しくなったとして仲間入りに難色を示す。後にアジトを貞千代に襲撃され、ララを除く仲間たちと結社のアジトに連れていかれる。そこで、ガルを名乗る大司教（正体はジャン）から財宝の場所を聞かれるが、知らないと答えたことで、用済みと見なされ、射殺される。
ローレ
ゲルト族の踊り子。ゲルト王族の末裔。故人。
半世紀以上前、ゲルト族とイゴ族の戦争時代の人物。本来のトワイライトの所持者。王族の末裔ながら踊り子としてゲルト族の男たちを奮起させていた。砂漠を移動中に、行き倒れていたドルーネを助け、後に彼と恋仲になり、彼との子を身ごもる。ゲルト族が追い込まれた中で、将来のゲルト再興に望みを託し、その時に使われるであろうゲルトの財宝を守るため、トワイライトを2つに分けて、片方をドルーネに託した。

## 用語
ゲルト族
モロッコの少数民族。かつて繁栄を極めたが、100年ほど前にイギリス人の助力を得た多数派のイゴ族との争いに敗れた。現在は迫害を受けており、ゲルト族は街の正職に就けず、スラム街を形成するなどしている。見た目状は他の民族と違いがないため、ブルトカリーのように隠れゲルトとして出自を隠して生活を送る者もいる。
ララのように人形劇などを通して宣伝活動を行い、民族の復興を目指す者たちがいる（穏健派）。
ゲルト族の財宝
本作のお宝。少なくとも300年以上前にゲルト族の先祖が残した、時価数千億フランにも及ぶとされる財宝。しかし、一般のゲルト族の者たちからは100年以上前の伝説と認識され、信じられていない。ゲルトでも長老など一部の者しか実在することを知らなかった。
砂漠の真ん中にあるゲルトの神殿に納められているが宝物庫に入るにはトワイライトが必要。また一目には何もない部屋で壁に民族を讃える文章が書かれているだけだが、壁の表面を壊すと、あたり一面を埋め尽くす無数のダイヤモンドが隠されている。
トワイライト
ゲルト族の財宝を手に入れるために必要とされる大きなピンク・ダイヤモンド。実は2つで1つのため、1つだけだと一目にはおかしなカッティングになっている。元は王族の末裔であるローレの所持品であったが、2つに分けられ、片方がドルーネに託されていた。
結社
本作の敵組織。ゲルト族長老の息子ガルが、ゲルト族復興を掲げて設立した組織。トップのガルは大司教を名乗る。所属する者は、ゲルトの伝統装束である白いローブに身を包み不気味な仮面をしている。また実行部隊として、傭兵の貞千代率いる殺し屋部隊がいる。長老やララら穏健派と対立している。
大司教の正体はジャンであり、再興ではなく財宝を手に入れるのが目的であった。また、幹部らも彼が雇ったゲルトと関係のない者たちであった。

## 声の出演
- ルパン三世 - 栗田貫一
- 銭形警部 - 納谷悟朗
- 次元大介 - 小林清志
- 石川五ェ門 - 井上真樹夫
- 峰不二子 - 増山江威子
- ララ - 久川綾
- ドルーネ - 森山周一郎（友情出演）
- ジャン・ピエール本部長 - 菅生隆之
- 貞千代 - 野沢那智
- モロッコ警察署長 - 藤本譲
- ブルトカリー巡査 - 北村弘一
- 長老 - 峰恵研
- 老婆 - 京田尚子
- 司祭 - 中田和宏
- ゾラ - 金尾哲夫
- 店主 - 島香裕
- 車掌 - 星野充昭
- 女性捜査員 - 鈴木佳子
- 仮面の男 - 落合弘治

## スタッフ
- 原作 - モンキー・パンチ（中央公論社・双葉社刊）
- 監督 - 杉井ギサブロー
- 監督補 - はしもとなおと
- 助監督 - 日巻裕司、大原実
- 脚本 - 三井秀樹、杉井ギサブロー、東直也
- 絵コンテ - 葛岡博、東海林真一、下田正美、佐藤竜雄、高村彰、川越淳、矢野博之、山口祐司、辻伸一、杉井ギサブロー
- キャラクターデザイン - 前田実
- メカニックデザイン - 今掛勇
- 総作画監督 - 江口摩吏介
- 作画監督 - 今掛勇、加野晃、山口晋、田村一彦、福田紀之、山田起生、小川一郎
- 美術監督 - 宮野隆
- 色彩設定 - 歌川律子
- 撮影監督 - 長谷川肇
- 編集 - 鶴渕允寿
- テーマ曲 - 大野雄二
- 音楽 - 根岸貴幸
- 音楽監督 - 鈴木清司
- 録音監督 - 加藤敏
- 音響効果 - 糸川幸良
- 音響製作 - 東北新社
- 音響制作担当 - 寺澤和宏
- 制作担当 - 山本清（東京ムービー）
- 音楽プロデューサー - 山田慎也
- プロデューサー - 中谷敏夫（日本テレビ）、尾崎穏通（東京ムービー）、小沢十光（東京ムービー）
- 主題歌「月と太陽のめぐり」
  - 作詞 - 長谷川純
  - 作曲・編曲 - 内田光一
  - 歌 - 久川綾
- 挿入歌「遥かな風」
  - 作詞・作曲 - 田中みほ
  - 編曲 - かわさきみれい
  - 歌 - 久川綾
- 企画制作 - 日本テレビ
- 製作 - キョクイチ東京ムービー